# Мало тебя
«Мало тебя» — песня российской группы Serebro, выпущенная как второй сингл из альбома «Сила трёх» 14 мая 2013 года. Премьера состоялась на портале TopHit, где трек смог добраться до 5 строчки в радиочарте, продержавшись там 31 неделю. Песня стала большим хитом в странах СНГ, ещё больше прославив группу среди русскоязычного населения после своего громкого хита «Мама Люба».

## Музыкальное видео
Премьера видеоклипа, снятого режиссёром Игорем Шмелевым, состоялась 10 июля 2013 года на YouTube-канале портала «ELLO», откуда впоследствии был удалён. Клип представляет собой нарезку кадров с солистками в квартире в нижнем белье. В клипе Елена, Ольга и Анастасия показывались полуобнажёнными, лежали в ванной с мужчинами, сбривали им волосы, бросали котят на кровать, проводили фетиш с фруктами, разливали молоко и клали лицо на соль. Также в клипе присутствует отдельная сюжетная линия с Еленой и Ольгой, где они располагаются на кровати, плюют черешней друг другу в рот и размазывают ягоды по телу, имитируя кровь. В заключительной части клипа, Елена и Анастасия идут по улице, в этот же момент Ольга выходит из автомобиля в прозрачной куртке и идёт вперёд, пока девушки её догоняют. На данный момент видео присутствует в нескольких копиях на официальном канале Максима Фадеева. Самая популярная копия имеет более 20 миллионов просмотров, а бекстейдж со съёмок, опубликованный на официальном канале группы (позднее перенесён на канал Фадеева), более 10 миллионов просмотров.

## Критика
Группа не раз подвергалась критике своего клипа из-за чрезмерно откровенных сцен, жестокого обращения с животными и пропаганды гомосексуальных отношений.

### Награды
В 2013 года песня удостоилась звания «Лучшая песня года» по версии «Реальной премии MusicBox». А в 2014 году завоевала эту же награду на «Премии Муз-ТВ», где исполнила её уже в составе с Полиной Фаворской.

## Участники записи

### Вокал

#### Оригинальная версия
- Елена Темникова
- Ольга Серябкина
- Анастасия Карпова

#### Альбом-версия
- Ольга Серябкина
- Дарья Шашина

### Бэк-вокал
- Максим Фадеев